# رودولفو فييرا
رودولفو فييرا (بالبرتغالية: Rodolfo Vieira؛ مواليد 25 سبتمبر 1989) هو مُقاتل فنون قتالية مختلطة برازيلي.

## وصلات خارجية
- رودولفو فييرا على موقع يو إف سي (الإنجليزية)
- رودولفو فييرا على موقع شيردوغ (الإنجليزية)